# Carl Sembach
Carl Sembach (* 8. Dezember 1908 in Frankfurt am Main; † 18. Januar 1984 in München) war ein deutscher Zirkusdirektor des Circus Krone.

## Leben
Sembach, Sohn eines Steueroberinspektors, war als Dompteur und Raubtierlehrer tätig, zeitweilig auch in der Sowjetunion, wurde 1933 im Circus Krone engagiert und heiratete die Tochter des Inhabers Carl Krone. Danach verzichtete er auf die Raubtierdressur und arbeitete erfolgreich mit Pferden und Elefanten.
Nach dem Tod des Schwiegervaters übernahm er 1943 gemeinsam mit dessen Witwe und seiner Frau Frieda Sembach-Krone die Leitung des Unternehmens. 1944 wurde der Münchner Festbau zerstört, doch 1949 konnte der Tourneebetrieb wieder aufgenommen werden. 1962 wurde der neue Münchner Festbau eröffnet.
1980 übernahm seine Tochter Christel Sembach-Krone, in vierter Generation, die Leitung des größten reisenden Zeltcircus Europas.
Carl Sembach starb im Alter von 75 Jahren.

## Grabstätte
Die Grabstätte von Carl Sembach befindet sich auf dem Münchner Waldfriedhof (Grabnr. 13-W-1).

## Ehrungen
- 1969: Verdienstkreuz 1. Klasse der Bundesrepublik Deutschland
- 1980: Großes Verdienstkreuz der Bundesrepublik Deutschland